# Hranitne
Hranitne (ukrainisch Гранітне; russisch Гранитное/Granitnoje) ist eine Siedlung städtischen Typs in der Oblast Schytomyr in der Ukraine südlich des Flusses Irscha, etwa 9 Kilometer südöstlich der ehemaligen Rajonshauptstadt Malyn und 71 Kilometer nordöstlich der Oblasthauptstadt Schytomyr gelegen.

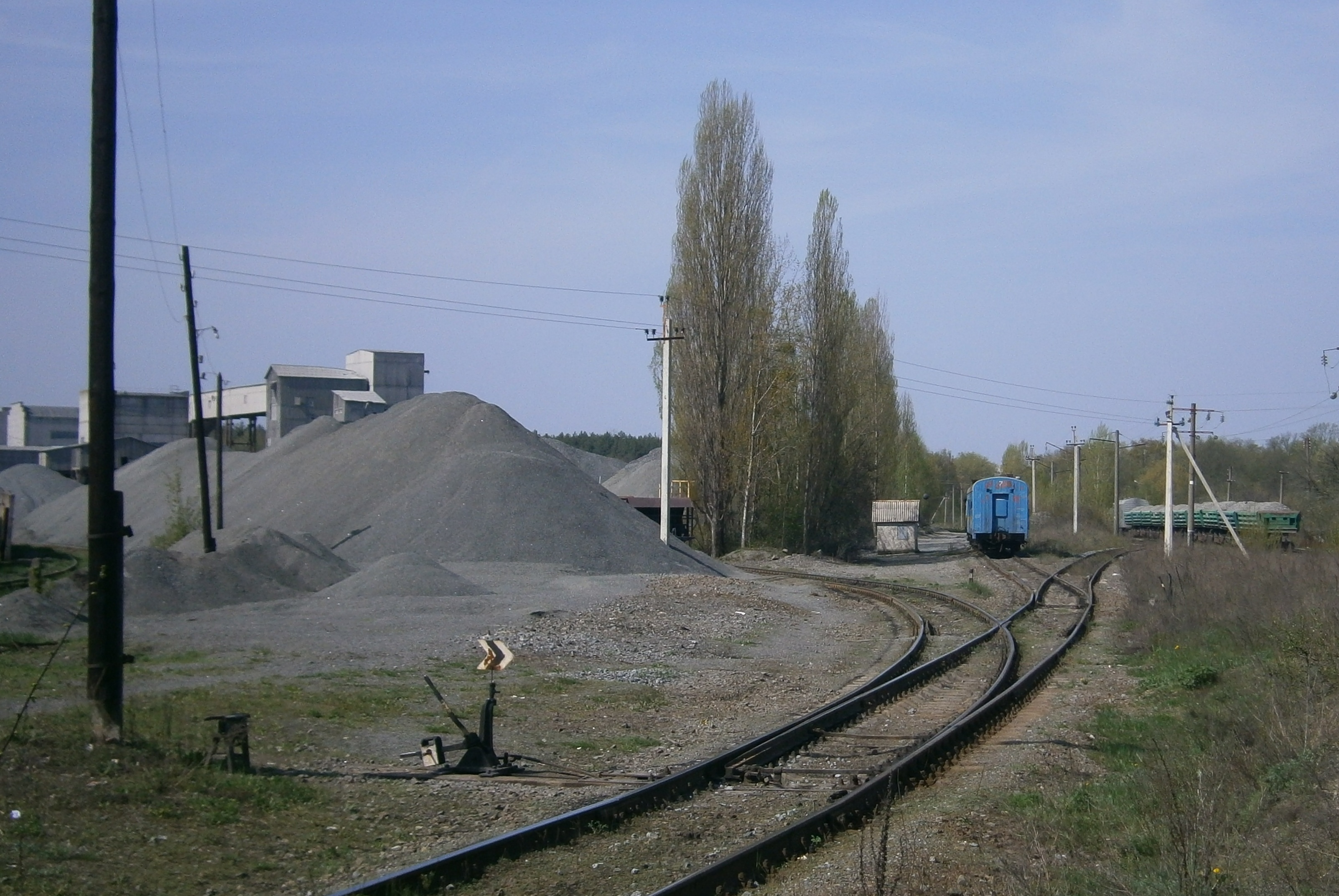
Schotterwerk im Ort

Die Geschichte des Ortes beginnt mit der Errichtung eines Granitbergwerkes auf dem Gebiet des Ortes, die Arbeitersiedlung entwickelte sich zu einer Siedlung, die am 29. Juni 1960 offiziell durch die Zusammenlegung der Orte Hrankarjer (Гранкар'єр) und Schtschebsawod (Щебзавод), am 3. März 1987 wurde dem Ort schließlich der Status einer Siedlung städtischen Typs verliehen.
Der Ort lebt bis heute vom Granitbergbau und dem Schotterwerk, durch den Anschluss an die Bahnlinie nach Kiew ist diese Entwicklung nachhaltig gesichert.
Am 12. Juni 2020 wurde die Siedlung ein Teil neugegründeten Stadtgemeinde Malyn, bis dahin bildete es die gleichnamige Siedlungsgemeinde Hranitne (Гранітненська селищна рада/Hranitnenska silska rada) im Südosten des Rajons Malyn.
Am 17. Juli 2020 kam es im Zuge einer großen Rajonsreform zum Anschluss des Rajonsgebietes an den Rajon Korosten.